# Оръжията на Авалон
„Оръжията на Авалон“ (на английски: The Guns of Avalon) е втората книга от поредицата фентъзи романи на Роджър Зелазни „Хрониките на Амбър“.

## Сюжет
Внимание:  Текстът по-долу разкрива сюжета на произведението (или части от него)!
След бягството си от тъмницата в подземията на Амбър, принц Коруин се отправя към Авалон – Сянката, чийто владетел някога е бил. Там той трябва да осъществи плана си, с който да свали от трона брат си Ерик. По време на броденията си из Сенките обаче, Коруин се сблъсква с няколко интересни личности – Ганелон, бивш приятел на Коруин, с когото са се разделили в не особено добри отношения, Лорейн – тайнствено момиче от Авалон, брат си Бенедикт, който умишлено се опитва да стои далеч от Амбър и тайнствената Дара, в чиито вени изглежда тече кръвта на Амбъритите, а Бенедикт е нейният прадядо...
| Предишна:               | Поредица:          | Следваща:          |
| ----------------------- | ------------------ | ------------------ |
| Деветте принца на Амбър | Хрониките на Амбър | Знакът на Еднорога |